# Gjálp
Gjálp ist ein subglazialer Spaltenvulkan unter dem Gletscher des Vatnajökull im Südosten Islands.

## Name
Der Name des Vulkans Gjálp stammt aus der nordischen Mythologie. Gjálp heißt eine der Töchter des Riesen Geirröðr im Skáldskaparmál der Prosa-Edda von Snorri Sturluson.

## Lage und Form
Die Eruptionsspalte befindet sich zwischen zwei großen Vulkanen unter dem Eis des Vatnajökull, der zu den größten Gletscherschilden Europas gehört. Gjálp liegt etwa auf halbem Weg zwischen den Zentralvulkanen Bárðarbunga und Grímsvötn, wird aber dem System des letzteren zugeordnet.
Die rund sieben Kilometer lange Vulkanspalte liegt gleichzeitig in etwa parallel zur Hauptrichtung der Riftzonen und der aktiven Vulkanzonen in Island, ist also von Südwesten nach Nordosten ausgerichtet.

## Eruptionsgeschichte
Nach einer ersten Eruption im Jahre 1938, machte sich der Vulkan wieder bemerkbar durch einen Ausbruch vom 30. September bis zum 5. November 1996.
Der Ausbruch erwies sich insgesamt als Interaktion von drei Vulkanen, wobei dem Zentralvulkan der Grímsvötn allerdings die eher passive Rolle als Sammelbecken für das Schmelzwasser vor allem aus dem Gjálp zufiel.
Wissenschaftler verschiedener Universitäten fanden einen Zusammenhang zwischen einem direkt vorausgegangenen starken Erdbeben im benachbarten Zentralvulkan Bárðarbunga (5,4 auf der Richter-Skala) und dem Ausbruch im Gjálp heraus. Demnach hätte sich die Caldera der Bárðarbunga in dem Erdbeben als Ganzes gesenkt. Der Druck hätte den Vulkanausbruch im Gjálp ausgelöst, der seinerseits in einer Art Kettenreaktion den Gletscherlauf über die unterhalb gelegenen Grímsvötn initiierte.
Zunächst fand der Ausbruch unter einer 400 bis 600 m dicken Eisdecke statt. Die Eruption durchbrach am 2. Oktober 1996 das Gletschereis, produzierte eine Eruptionssäule und bewirkte gleichzeitig, dass eine große Menge an Schmelzwasser in Richtung des subglazialen Sees beim Vulkan Grímsvötn abfloss. Es dauerte allerdings noch einige Wochen, bis der See gefüllt war, was sich u. a. als Tremoranzeige auf den Seismometern in der Nacht vom 4. auf den 5. November 1996 bemerkbar machte. Die Wassermenge durchbrach schließlich die Eisbarriere davor und Flutwellen vom 5.–7. November 1996 ergossen sich als sogenannte Jökulhlaup unter dem Talgletscher Skeiðarárjökull, der auf dem Wasser aufschwamm, hinunter und auf die vorgelagerten Sanderebenen. Die Fluten nützten dabei hauptsächlich die vorhandenen Wasserwege auf dem Sander, d. h. die der Flüsse Skeiðará und Gígjukvísl, in weit geringerem Maße auch den der Núpsvötn. An ihrem Höhepunkt erreichte die Flutwelle einen Umfang von 45.000 Kubikmeter pro Sekunde.
Die Ringstraße über den Sander wurde durch den Gletscherlauf schwer beschädigt.
Am 6. November 1996 ereignete sich schließlich noch ein kurzer Ausbruch im benachbarten Vulkan Bárðarbunga, der offensichtlich durch eine Intrusion aus Gjálp hervorgerufen worden war.